# 송가이어족
송가이어(Songhay, Songhai, Ayneha)는 서아프리카의 니제르강 중류 지역을 중심으로 쓰이는 언어군 또는 방언군이다. 사용 지역은 팀북투, 젠네, 니아메, 가오를 포함한다. 송가이 제국 시대 이래로 해당 지역에서 공용어로 쓰여 왔으며 말리 가오 지역에서 기초 교육 언어의 지위를 가지고 있다.
크게 남부와 북부의 방언으로 나뉘며, 남부의 자르마어(Zarma, Djerma)는 니제르의 수도인 니아메를 포함한 지역에서 수백만 명의 사람이 사용하여 송가이어 중 가장 널리 쓰인다. 더 규모가 작은 북부 방언은 사하라 지역에서 쓰이며 베르베르어의 영향을 강하게 받았는데, 그 영향이 어휘를 넘어 문법에까지 미치기 때문에 아예 혼합어로 여겨지기도 한다.
언어학계에서 송가이어의 분류에 대해서는 합의된 바가 없으며 흔히 1963년 조지프 그린버그가 주장한 나일사하라어족에 분류되나 이는 논쟁적으로 남아있다. Roger Blench은 사하라어족과 함께 송가이어를 나일사하라어족에 속하는 것으로 주장하나 Gerrit Dimmendaal (2008)는 송가이어를 독립적인 어족으로 간주하는 것이 최선이라고 본다.

## 언어
- 북부 송가이어
  - 타닥사하크어(Tadaksahak)
  - 타그달어(Tagdal)
  - 타사와크어(Tasawaq)
  - 코란제어(Korandje)
- 남부 송가이어
  - 코이라 치니어(Koyra Chiini)
  - 훔부리 센니어(Humburi Senni)
  - 톤디 송과이 키니어(Tondi Songway Kiini)
  - 코이라보로 센니어(Koyraboro Senni)
  - 송가이보로 치네어(Songhoyboro Ciine)
  - 자르마어(Zarma)
  - 덴디어(Dendi)

## 같이 보기
- 송가이인